# ديرمار جونسون
ديرمار جونسون (بالإنجليزية: DerMarr Johnson)‏ مواليد 5 مايو 1980 في واشنطن العاصمة، هو لاعب كرة سلة أمريكي بدأ مسيرته الاحترافية في سنة 2000 حيث تم اختياره من قبل فريق أتلانتا هوكس خلال الدرافت. يبلغ طوله 6 قدم 9 بوصة (2.1 م).

## فرق لعب لها
- أتلانتا هوكس
- نيويورك نيكس
- دنفر ناغتس
- سان أنطونيو سبرز
- جيانغسو دراجونز
- الحكمة اللبناني

## إحصائيات المسيرة

### الموسم الاعتيادي
| السنة   | الفريق           | لعب | بدأ | دقيقة | ميداني% | ثلاثية | حرة  | ارتداد | صنع | استلاب | تصدي | نقطة |
| ------- | ---------------- | --- | --- | ----- | ------- | ------ | ---- | ------ | --- | ------ | ---- | ---- |
| 2000–01 | أتلانتا هوكس     | 78  | 21  | 16.8  | .374    | .323   | .736 | 2.3    | .8  | .6     | .4   | 5.1  |
| 2001–02 | أتلانتا هوكس     | 72  | 46  | 24.0  | .396    | .360   | .810 | 3.4    | 1.1 | .9     | .8   | 8.4  |
| 2003–04 | نيويورك نيكس     | 21  | 1   | 13.7  | .371    | .361   | .903 | 1.9    | .5  | .4     | .3   | 5.4  |
| 2004–05 | دنفر ناغتس       | 71  | 40  | 17.4  | .499    | .358   | .792 | 2.1    | 1.1 | .6     | .3   | 7.1  |
| 2005–06 | دنفر ناغتس       | 58  | 21  | 15.9  | .431    | .350   | .810 | 1.7    | .9  | .4     | .4   | 6.1  |
| 2006–07 | دنفر ناغتس       | 39  | 7   | 10.7  | .325    | .216   | .762 | 1.5    | .4  | .4     | .3   | 3.5  |
| 2007–08 | سان أنطونيو سبرز | 5   | 0   | 5.6   | .500    | .333   | .000 | .2     | .2  | .2     | .0   | 3.4  |
| المسيرة |                  | 344 | 136 | 17.2  | .411    | .336   | .789 | 2.2    | .9  | .6     | .4   | 6.2  |

### التصفيات
| السنة   | الفريق       | لعب | بدأ | دقيقة | ميداني% | ثلاثية | حرة   | ارتداد | صنع | استلاب | تصدي | نقطة |
| ------- | ------------ | --- | --- | ----- | ------- | ------ | ----- | ------ | --- | ------ | ---- | ---- |
| 2003–04 | نيويورك نيكس | 3   | 0   | 5.7   | .000    | .000   | .000  | .7     | .7  | .0     | .3   | .0   |
| 2004–05 | دنفر ناغتس   | 4   | 2   | 19.5  | .550    | .364   | 1.000 | 2.0    | .8  | .5     | .5   | 7.3  |
| 2005–06 | دنفر ناغتس   | 3   | 0   | 11.3  | .231    | .100   | .000  | 3.3    | .7  | .0     | .3   | 2.3  |
| المسيرة |              | 10  | 2   | 12.9  | .368    | .208   | 1.000 | 2.0    | .7  | .2     | .4   | 3.6  |

## روابط خارجية
- ديرمار جونسون على موقع إن بي أي (الإنجليزية)
- ديرمار جونسون على موقع سبورتس رفرنس (الإنجليزية)
- ديرمار جونسون على موقع كرة السلة الأوروبية.كوم (الإنجليزية)
- ديرمار جونسون على موقع كلية كرة السلة في سبورتس رفرنس.كوم (الإنجليزية)
- ديرمار جونسون على موقع ريلجم (الإنجليزية)
- ديرمار جونسون على موقع بروبوليرز (الإنجليزية)
- ديرمار جونسون على موقع سبورتس رفرنس (الإنجليزية)
- ديرمار جونسون على موقع سبورتس رفرنس (الإنجليزية)